# Islandia na Letnich Igrzyskach Olimpijskich 1968
Letnie Igrzyska Olimpijskie 1968 były dziewiątymi w historii Islandii igrzyskami olimpijskimi. Żadnemu zawodnikowi nie udało się zdobyć medalu.

## Skład reprezentacji

### Lekkoatletyka

#### Mężczyźni

##### Konkurencja techniczne
| Zawodnik              | Konkurencja    | Eliminacje | Eliminacje | Finał | Finał   | Źródło |
| Zawodnik              | Konkurencja    | Wynik      | Pozycja    | Wynik | Pozycja | Źródło |
| --------------------- | -------------- | ---------- | ---------- | ----- | ------- | ------ |
| Jón Ólafsson          | Skok wzwyż     | 2,06 m     | 27.        | NQ    | NQ      | [ 1 ]  |
| Guðmundur Hermannsson | Pchnięcie kulą | 17,35 m    | 16.        | NQ    | NQ      | [ 2 ]  |

##### Wieloboje
| Zawodnik            | Konkurencja   |          | 100 m   | Skok w dal | Kula    | Skok wzwyż | 400 m   | 110 m ppł. | Dysk | Tyczka | Oszczep | 1500 m | Wynik końcowy    | Źródło |
| ------------------- | ------------- | -------- | ------- | ---------- | ------- | ---------- | ------- | ---------- | ---- | ------ | ------- | ------ | ---------------- | ------ |
| Valbjörn Þorláksson | Dziesięciobój | Rezultat | 11.1    | 6,76 m     | 12,59 m | 1,70 m     | 53.2    | DNS        | DNS  | DNS    | DNS     | DNS    | Nieklasyfikowany | [ 3 ]  |
| Valbjörn Þorláksson | Dziesięciobój | Punkty   | 780 pkt | 769 pkt    | 638 pkt | 588 pkt    | 671 pkt | DNS        | DNS  | DNS    | DNS     | DNS    | Nieklasyfikowany | [ 3 ]  |

### Pływanie

#### Mężczyźni
| Zawodnik           | Konkurencja             | Eliminacje | Eliminacje | Półfinały   | Półfinały   | Finał | Finał   | Źródło |
| Zawodnik           | Konkurencja             | Czas       | Pozycja    | Czas        | Pozycja     | Czas  | Pozycja | Źródło |
| ------------------ | ----------------------- | ---------- | ---------- | ----------- | ----------- | ----- | ------- | ------ |
| Gudmunður Gíslason | 100 m stylem dowolnym   | 58.6       | 7.         | NQ          | NQ          | NQ    | NQ      | [ 4 ]  |
| Gudmunður Gíslason | 100 m stylem motylkowym | 1:03.3     | 6.         | NQ          | NQ          | NQ    | NQ      | [ 4 ]  |
| Gudmunður Gíslason | 200 m stylem zmiennym   | 2:24.1     | 5.         | Nie dotyczy | Nie dotyczy | NQ    | NQ      | [ 4 ]  |
| Gudmunður Gíslason | 400 m stylem zmiennym   | 5:20.2     | 7.         | Nie dotyczy | Nie dotyczy | NQ    | NQ      | [ 4 ]  |
| Leiknir Jónsson    | 100 m stylem klasycznym | 1:16.3     | 5.         | NQ          | NQ          | NQ    | NQ      | [ 5 ]  |
| Leiknir Jónsson    | 200 m stylem klasycznym | 2:48.8     | 6.         | Nie dotyczy | Nie dotyczy | NQ    | NQ      | [ 5 ]  |

#### Kobiety
| Zawodnik                   | Konkurencja             | Eliminacje | Eliminacje | Półfinały   | Półfinały   | Finał | Finał   | Źródło |
| Zawodnik                   | Konkurencja             | Czas       | Pozycja    | Czas        | Pozycja     | Czas  | Pozycja | Źródło |
| -------------------------- | ----------------------- | ---------- | ---------- | ----------- | ----------- | ----- | ------- | ------ |
| Hrafnhildur Guðmundsdóttir | 100 m stylem dowolnym   | 1:06.3     | 7.         | NQ          | NQ          | NQ    | NQ      | [ 6 ]  |
| Hrafnhildur Guðmundsdóttir | 200 m stylem dowolnym   | 2:28.5     | 7.         | Nie dotyczy | Nie dotyczy | NQ    | NQ      | [ 6 ]  |
| Hrafnhildur Guðmundsdóttir | 200 m stylem zmiennym   | 2:44.3     | 5.         | Nie dotyczy | Nie dotyczy | NQ    | NQ      | [ 6 ]  |
| Ellen Ingvadóttir          | 200 m stylem zmiennym   | 2:43.1     | 4.         | Nie dotyczy | Nie dotyczy | NQ    | NQ      | [ 7 ]  |
| Ellen Ingvadóttir          | 100 m stylem klasycznym | 1:22.6     | 6.         | NQ          | NQ          | NQ    | NQ      | [ 7 ]  |
| Ellen Ingvadóttir          | 200 m stylem klasycznym | 2:58.2     | 6.         | Nie dotyczy | Nie dotyczy | NQ    | NQ      | [ 7 ]  |

### Podnoszenie ciężarów
| Zawodnik           | Konkurencja        | Wyciskanie | Wyciskanie | Rwanie                 | Rwanie                 | Podrzut | Podrzut | Suma             | Suma             | Źródło |
| Zawodnik           | Konkurencja        | Wynik      | Pozycja    | Wynik                  | Pozycja                | Wynik   | Pozycja | Wynik            | Pozycja          | Źródło |
| ------------------ | ------------------ | ---------- | ---------- | ---------------------- | ---------------------- | ------- | ------- | ---------------- | ---------------- | ------ |
| Óskar Sigurpálsson | waga średniociężka | 145 kg     | 12.        | Nie zaliczył podejścia | Nie zaliczył podejścia | NQ      | NQ      | Nieklasyfikowany | Nieklasyfikowany | [ 8 ]  |